# Mark Edmondson
Mark "Eddo" Edmondson, född 28 juni 1954 i Gosford, New South Wales, Australien, är en högerhänt tidigare professionell australisk tennisspelare med goda resultat framförallt i dubbel. Edmondson vann under proffskarriären på WCT-touren sex singel- och 34 dubbeltitlar. Sex av titlarna var i Grand Slam-turneringar (en i singel och fem i dubbel). Som bäst rankades han i singel som nummer 15 (maj 1982) och i dubbel som nummer 3 (juni 1984). Han har vunnit 1 451 680 dollar i prispengar.  

## Tenniskarriären
Edmondson fick sitt genombrott som tennisspelare 1976 genom goda resultat i flera turneringar inklusive som oseedad spelare vinnare av singeltiteln i GrandSlam-turneringen Australiska öppna. Han besegrade i den turneringen Phil Dent, Dick Crealy, Ken Rosewall och i finalen John Newcombe (6-7, 6-3, 7-6, 6-1).
Edmondson var framgångsrikast som dubbelspelare. I Australiska öppna vann han 1980–1984 fyra dubbeltitlar. Två av titlarna vann han i par med landsmannen Kim Warwick (1980 och 1981). Säsongen 1983 vann han titeln tillsammans med Paul McNamee och 1984 tillsammans med amerikanen Sherwood Stewart. I finalen 1984 besegrades det svenska paret Joakim Nyström/Mats Wilander (6-2 6-2 7-5). Sin sista GS-titel vann Edmondson i dubbel i Franska öppna tillsammans med Warwick genom finalseger över Schlomo Glickstein/Hans Simonsson (6-3 6-4 6-7 6-3).  
Mark Edmondson deltog i det australiska Davis Cup-laget 1977 och 1979–1985. Han spelade totalt 29 matcher och vann 19 av dem, varav 11 i singel och 8 i dubbel.

## GrandSlam-titlar
- Australiska öppna
  - Singel 1976
  - Dubbel 1980, 1981, 1983 och 1984
- Franska öppna
  - Dubbel 1985

## Övriga singeltitlar
- 1976 – Brisbane
- 1978 – Brisbane
- 1981 – Adelaide, Bristol och Brisbane